# Blepharita pallescens
Blepharita pallescens är en fjärilsart som beskrevs av Mcdunnough 1946. Blepharita pallescens ingår i släktet Blepharita och familjen nattflyn. Inga underarter finns listade i Catalogue of Life.